# エンプレス杯
エンプレス杯（エンプレスはい）は神奈川県川崎競馬組合が川崎競馬場で施行する地方競馬の重賞（ダートグレード競走）競走である。格付けはJpnII。農林水産大臣が賞を提供しているため、正式名称は農林水産大臣賞典エンプレス杯と表記される。名前の由来は英語で女帝や皇后の意味である「empress」から。2004年までは日刊スポーツ新聞社が優勝杯を提供していた。
1990年までキヨフジ記念の名称で施行されていたことから同名称が副称となって付けられている。キヨフジ記念の由来はかつて川崎競馬場に所属し、国営競馬（中央競馬の前身）に移籍して第12回優駿牝馬を制し、のちに川崎に戻り開設記念（現在の川崎記念）を制した名牝キヨフジから。

## 概要
1955年に5歳（現4歳）から10歳（現9歳）の牝馬限定の別定の南関東地区限定の重賞競走、キヨフジ記念として創設、第1回は川崎競馬場のダート1800mで施行された。しかし翌年にはダート1700mに変更、さらに1958年にはダート2000mに変更されたが1959年のみダート2200mで施行されている。
1960年からは開催月を3月から9月（1961年は6月）に移した事により出走条件を4歳（現3歳）から10歳（現9歳）牝馬に変更、しかし1962年には再び5歳（現4歳）から10歳（現9歳）牝馬に戻したが1964年の3月・9月の年2回開催の9月における競走で再び4歳（現3歳）から10歳（現9歳）牝馬に変更され1991年までこの条件で施行された。
1992年には現在のエンプレス杯に改名、従来の名称「キヨフジ記念」は副称となった。1995年より南関東グレード制施行によりG1に格付けされると同時に、中央・地方全国指定交流競走に指定されて日本中央競馬会（JRA）および他地区所属馬も出走可能になった。しかし南関東グレードは翌1996年からG2となった。1997年からはダート競走格付け委員会よりGII（統一GII）に格付けされた。1998年からは従来の出走枠12頭から14頭に変更したことによりダート2100mに変更した。
2024年より古馬ダート牝馬路線の上半期の最大目標として整備される一環で、施行時期を5月上旬に移行し、さらに負担重量も定量戦に変更される。この関係で川崎記念（JpnI）とともに2023年度は施行せず、その代わりに1年限りの代替重賞として「神奈川記念」を2023年12月に施行する。
中央競馬との交流競走となってからは夏季に開催されていたが、第49回の2003年より2月に開催時期が移った。地方競馬は4月から翌年3月が年度単位であるため、その関係で2002年には当競走は施行されていない。

### 出走条件・賞金等（2025年）
出走条件
サラブレッド系4歳以上牝馬、地方・中央選定馬。地方所属馬に限り優先出走権保持馬が優先出走できる。その指定競走は以下のとおり。
優先出走権トライアル競走
| 競走名                   | 競走格       | 施行競馬場 | 施行コース  | 取得条件 |
| ------------------------ | ------------ | ---------- | ----------- | -------- |
| クイーン賞               | JpnIII       | 船橋競馬場 | ダート1800m | 1着      |
| スプリングヒロインカップ | 南関東準重賞 | 川崎競馬場 | ダート2000m | 1着・2着 |
| 兵庫女王盃               | JpnIII       | 園田競馬場 | ダート1870m | 1着・2着 |

負担重量
定量。55kg（南半球産4歳馬1kg減）。
賞金額
1着4,000万円、2着1,400万円、3着800万円、4着400万円、5着200万円、着外手当20万円。
副賞
農林水産大臣賞、日本中央競馬会理事長賞、日本馬主協会連合会長奨励賞、日本地方競馬馬主振興協会会長賞、地方競馬全国協会理事長賞、よみうりランド賞、管理者賞

### 過去の賞金額
中央競馬・地方競馬全国指定交流競走に指定された1995年以降
| 回数             | 総額賞金 （万円） | 1着賞金 （万円） | 2着賞金 （万円） | 3着賞金 （万円） | 4着賞金 （万円） | 5着賞金 （万円） |
| ---------------- | ----------------- | ---------------- | ---------------- | ---------------- | ---------------- | ---------------- |
| 第42回（1995年） | 6,800             | 4,000            | 1,400            | 800              | 400              | 200              |
| 第43回（1996年） | 6,800             | 4,000            | 1,400            | 800              | 400              | 200              |
| 第44回（1997年） | 6,800             | 4,000            | 1,400            | 800              | 400              | 200              |
| 第45回（1998年） | 6,800             | 4,000            | 1,400            | 800              | 400              | 200              |
| 第46回（1999年） | 6,800             | 4,000            | 1,400            | 800              | 400              | 200              |
| 第47回（2000年） | 6,800             | 4,000            | 1,400            | 800              | 400              | 200              |
| 第48回（2001年） | 6,800             | 4,000            | 1,400            | 800              | 400              | 200              |
| 第49回（2003年） | 6,800             | 4,000            | 1,400            | 800              | 400              | 200              |
| 第50回（2004年） | 6,800             | 4,000            | 1,400            | 800              | 400              | 200              |
| 第51回（2005年） | 6,800             | 4,000            | 1,400            | 800              | 400              | 200              |
| 第52回（2006年） | 6,800             | 4,000            | 1,400            | 800              | 400              | 200              |
| 第53回（2007年） | 6,800             | 4,000            | 1,400            | 800              | 400              | 200              |
| 第54回（2008年） | 6,800             | 4,000            | 1,400            | 800              | 400              | 200              |
| 第55回（2009年） | 6,800             | 4,000            | 1,400            | 800              | 400              | 200              |
| 第56回（2010年） | 5,950             | 3,500            | 1,225            | 700              | 350              | 175              |
| 第57回（2011年） | 5,950             | 3,500            | 1,225            | 700              | 350              | 175              |
| 第59回（2013年） | 5,950             | 3,500            | 1,225            | 700              | 350              | 175              |
| 第60回（2014年） | 5,950             | 3,500            | 1,225            | 700              | 350              | 175              |
| 第61回（2015年） | 5,950             | 3,500            | 1,225            | 700              | 350              | 175              |
| 第62回（2016年） | 5,950             | 3,500            | 1,225            | 700              | 350              | 175              |
| 第63回（2017年） | 5,950             | 3,500            | 1,225            | 700              | 350              | 175              |
| 第64回（2018年） | 5,950             | 3,500            | 1,225            | 700              | 350              | 175              |
| 第65回（2019年） | 5,950             | 3,500            | 1,225            | 700              | 350              | 175              |
| 第66回（2020年） | 5,950             | 3,500            | 1,225            | 700              | 350              | 175              |
| 第67回（2021年） | 5,950             | 3,500            | 1,225            | 700              | 350              | 175              |
| 第68回（2022年） | 5,950             | 3,500            | 1,225            | 700              | 350              | 175              |
| 第69回（2023年） | 6,800             | 4,000            | 1,400            | 800              | 400              | 200              |
| 第69回（2024年） | 6,800             | 4,000            | 1,400            | 800              | 400              | 200              |

※ここで示される総額賞金には、着外賞金（着外手当）は含まれていない。第58回（2012年）は中止。

## 歴史
- 1955年 - 川崎競馬場のダート1800mの5歳（現4歳）から10歳（現9歳）の牝馬限定・南関東地区限定の別定重賞競走、キヨフジ記念として創設。
- 1956年
  - 施行距離をダート1700mに変更。
  - 大井のミスアサヒロが史上初の連覇。
  - 大井の安藤徳男が調教師兼騎手として史上初の連覇。
- 1958年 - 施行距離をダート2000mに変更。
- 1959年 - 施行距離をダート2200mに変更。
- 1960年
  - 出走条件を4歳（現3歳）から10歳（現9歳）牝馬に変更。
  - 施行距離をダート2000mに戻す。
  - 前年の9月1日から日本競馬の時計表示が変更になったのに伴い、時計が1/5秒表示から1/10秒表示に変更。
- 1962年 - 出走条件を5歳（現4歳）から10歳（現9歳）の牝馬に戻す。
- 1963年 - 川崎の佐々木竹見が騎手として2人目の連覇。
- 1964年 - 出走条件を4歳（現3歳）から10歳（現9歳）牝馬に再変更。
- 1968年 - 川崎の井上宥蔵が調教師として史上初の3連覇。
- 1971年 - 大井の高橋三郎が騎手として3人目の連覇。
- 1991年 - 名称をエンプレス杯に変更。
- 1992年 - 浦和のヒカリカツオーヒが2頭目の連覇。
- 1995年
  - 中央・地方全国指定交流競走に指定。
  - 南関東グレード制施行によりG1に格付け。
- 1996年
  - 負担重量をグレード別定に変更。
  - G2（南関東グレード）に降格。
  - JRAのホクトベガが3頭目の連覇。
  - JRAの横山典弘が騎手として4人目の連覇。
- 1997年 - ダート競走格付け委員会にGII（統一GII）に格付け。
- 1998年
  - 施行距離をダート2100mに変更。
  - JRAのシルクフェニックスが4頭目の連覇。
  - JRAの福永祐一が騎手として5人目の連覇。
- 2000年
  - JRAのファストフレンドが5頭目の連覇。
  - JRAの蛯名正義が騎手として6人目の連覇。
- 2001年 - 馬齢表示の国際基準への変更に伴い、出走条件が「4歳から10歳の牝馬」から「3歳から9歳の牝馬」に変更。
- 2004年 - 出走条件を4歳以上牝馬に変更。
- 2005年 - 日刊スポーツ賞から農林水産大臣賞になったことに伴い、正式名称も日刊スポーツ賞エンプレス杯から農林水産大臣賞典エンプレス杯に変更。
- 2007年 - 国際セリ名簿基準委員会 (ICSC)の勧告にともない、重賞格付け表記をJpnIIに変更。なお、南関東グレードは併記しないことになった。
- 2011年 - JRAの武豊が騎手として7人目の連覇。
- 2012年 - 当日の降雪により当競走を含む全競走が中止となる。代替開催の施行は執り行わず。
- 2020年 - COVID-19の流行により客を入れずに「無観客競馬」として開催（2021年も同様）。
- 2023年 - 1着賞金を4000万円に増額[5]。
- 2024年
  - 負担重量を定量に、施行時期を5月上旬に変更。これにより、2023年度は本競走は休止となる。
  - GRANDAME-JAPANシリーズの対象競走に指定される。
  - この年から再びナイターで実施。

### 歴代優勝馬
| 回数   | 施行日         | 優勝馬             | 性齢           | 所属           | タイム         | 優勝騎手       | 管理調教師     | 馬主                             |
| ------ | -------------- | ------------------ | -------------- | -------------- | -------------- | -------------- | -------------- | -------------------------------- |
| 第1回  | 1955年02月06日 | ミスアサヒロ       | 牝5            | 大井           | 1:57 3/5       | 安藤徳男       | 安藤徳男       | 手塚栄三郎                       |
| 第2回  | 1956年03月04日 | ミスアサヒロ       | 牝6            | 大井           | 1:51 0/5       | 安藤徳男       | 安藤徳男       | 手塚栄一                         |
| 第3回  | 1957年03月31日 | イチヨシノ         | 牝5            | 大井           | 1:51 3/5       | 長沢保作       | 小暮嘉久       | 吉野寅之助                       |
| 第4回  | 1958年03月18日 | ヴアイオラ         | 牝4            | 船橋           | 2:10 0/5       | 荒山徳一       | 佐竹海治       | 白井新平                         |
| 第5回  | 1959年03月26日 | コンリユウ         | 牝6            | 船橋           | 2:24 0/5       | 須田栄         | 木村万吉       | 津村亀吉                         |
| 第6回  | 1960年06月21日 | サンセイカツプ     | 牝3            | 大井           | 2:10.2         | 武智一夫       | 三坂博         | 三坂成行                         |
| 第7回  | 1961年09月11日 | ステツプホース     | 牝4            | 大井           | 2:09.0         | 松浦備         | 小暮嘉久       | 角田二郎                         |
| 第8回  | 1962年03月13日 | ムーン             | 牝5            | 川崎           | 2:11.8         | 佐々木竹見     | 岩本亀五郎     | 海老沢きのゑ                     |
| 第9回  | 1963年03月17日 | ヒカルミノル       | 牝4            | 川崎           | 2:10.5         | 佐々木竹見     | 青野四郎       | 坂本清五郎                       |
| 第10回 | 1964年03月25日 | サバンナ           | 牝5            | 大井           | 2:10.6         | 松浦備         | 小暮善清       | 秋山みつ江                       |
| 第11回 | 1964年09月30日 | モリホープ         | 牝4            | 大井           | 2:10.1         | 安藤徳男       | 勝又泉         | 森茂雄                           |
| 第12回 | 1965年09月22日 | キヨクトー         | 牝3            | 大井           | 2:09.4         | 須田茂         | 長尾清         | 長尾孝子                         |
| 第13回 | 1966年10月16日 | フミヒロ           | 牝4            | 川崎           | 2:08.5         | 竹島春三       | 井上宥蔵       | 井上徹郎                         |
| 第14回 | 1967年09月27日 | ヒガシジヨオー     | 牝4            | 川崎           | 2:07.8         | 佐々木竹見     | 井上宥蔵       | 坂本清五郎                       |
| 第15回 | 1968年10月10日 | ハヤシゲル         | 牝3            | 川崎           | 2:07.4         | 長谷川茂       | 井上宥蔵       | 田中博子                         |
| 第16回 | 1969年09月25日 | ローレライ         | 牝5            | 船橋           | 2:07.1         | 木村和男       | 木村万吉       | 木村てる                         |
| 第17回 | 1970年09月09日 | エビフジ           | 牝4            | 大井           | 2:07.7         | 高橋三郎       | 武森辰己       | 海老沼裕子                       |
| 第18回 | 1971年09月28日 | ヒダカスズラン     | 牝5            | 大井           | 2:07.4         | 高橋三郎       | 秋谷元次       | 近藤俊典                         |
| 第19回 | 1972年09月06日 | ゴールデンスネツプ | 牝3            | 川崎           | 2:07.3         | 長谷川茂       | 井上宥蔵       | 吉田善哉                         |
| 第20回 | 1973年09月17日 | イケノカエデ       | 牝6            | 川崎           | 2:06.5         | 高橋三郎       | 長谷川蓮太郎   | 池上貞治                         |
| 第21回 | 1974年09月16日 | ミサトクイン       | 牝3            | 船橋           | 2:07.6         | 赤間清松       | 松森茂         | 戸部洋                           |
| 第22回 | 1975年09月22日 | シヤンタン         | 牝4            | 川崎           | 2:05.8         | 森下博         | 佐々木國廣     | 安楽尚久                         |
| 第23回 | 1976年10月12日 | フジノカオリ       | 牝5            | 船橋           | 2:08.2         | 桑島孝春       | 佐々木昭       | 古川嘉平                         |
| 第24回 | 1977年10月11日 | ガバナスイセイ     | 牝3            | 船橋           | 2:08.3         | 高橋三郎       | 木村和男       | （有）ナカヤ                     |
| 第25回 | 1978年10月11日 | カネハツユキ       | 牝5            | 川崎           | 2:08.6         | 山崎尋美       | 鈴木定敏       | 金指利明                         |
| 第26回 | 1979年09月13日 | シヤドウ           | 牝3            | 川崎           | 2:08.2         | 橘真樹         | 高橋正豪       | 山内正孝                         |
| 第27回 | 1980年09月15日 | ダークハリー       | 牝4            | 船橋           | 2:07.2         | 渡辺市郎       | 渋谷信隆       | 坂井紀之                         |
| 第28回 | 1981年09月02日 | スターライヒ       | 牝4            | 船橋           | 2:07.5         | 秋田実         | 宮下雅身       | 高橋光子                         |
| 第29回 | 1982年09月02日 | デユールスワロー   | 牝4            | 浦和           | 2:08.3         | 高橋三郎       | 黒田桂二       | 門別忍                           |
| 第30回 | 1983年08月31日 | ミスハイヤー       | 牝4            | 船橋           | 2:08.3         | 柿本政男       | 竹田光雄       | （有）ワカマツホース             |
| 第31回 | 1984年09月06日 | ゴールドダンサー   | 牝4            | 船橋           | 2:09.6         | 佐々木竹見     | 佐々木總雄     | 菅井真吉                         |
| 第32回 | 1985年09月03日 | ガールライヒ       | 牝5            | 船橋           | 2:08.6         | 高橋三郎       | 竹田光雄       | 高橋光子                         |
| 第33回 | 1986年10月10日 | タケノビクトリー   | 牝4            | 川崎           | 2:09.1         | 山崎尋美       | 山崎三郎       | 竹島祥起                         |
| 第34回 | 1987年10月28日 | ムサシタイコー     | 牝5            | 船橋           | 2:09.1         | 秋田実         | 及川六郎       | 田中三郎                         |
| 第35回 | 1988年10月26日 | ダイタクジーニアス | 牝4            | 川崎           | 2:10.1         | 佐々木竹見     | 鳥飼春弥       | 中村雅一                         |
| 第36回 | 1989年10月25日 | セリメーヌ         | 牝4            | 川崎           | 2:11.4         | 森下博         | 秋山重美       | 伊達秀和                         |
| 第37回 | 1990年10月10日 | スピリツトエビス   | 牝5            | 大井           | 2:11.6         | 的場文男       | 長沼正義       | 醍醐ホース（株）                 |
| 第38回 | 1991年10月02日 | ヒカリカツオーヒ   | 牝4            | 浦和           | 2:08.0         | 石崎隆之       | 野口孝         | （株）ひかり                     |
| 第39回 | 1992年10月07日 | ヒカリカツオーヒ   | 牝5            | 浦和           | 2:08.9         | 佐々木竹見     | 野口孝         | （株）ひかり                     |
| 第40回 | 1993年10月13日 | パワーシャレード   | 牝3            | 船橋           | 2:11.0         | 石崎隆之       | 出川己代造     | 潤間力夫                         |
| 第41回 | 1994年09月23日 | ケーエフネプチュン | 牝3            | 船橋           | 2:10.2         | 矢内博         | 佐々木總雄     | 藤谷一雄                         |
| 第42回 | 1995年06月13日 | ホクトベガ         | 牝5            | JRA            | 2:06.5         | 横山典弘       | 中野隆良       | 金森森商事（株）                 |
| 第43回 | 1996年07月15日 | ホクトベガ         | 牝6            | JRA            | 2:06.7         | 横山典弘       | 中野隆良       | 金森森商事（株）                 |
| 第44回 | 1997年07月22日 | シルクフェニックス | 牝4            | JRA            | 2:08.8         | 福永祐一       | 白井寿昭       | （有）シルク                     |
| 第45回 | 1998年07月21日 | シルクフェニックス | 牝5            | JRA            | 2:16.3         | 福永祐一       | 白井寿昭       | （有）シルク                     |
| 第46回 | 1999年07月19日 | ファストフレンド   | 牝5            | JRA            | 2:14.2         | 蛯名正義       | 高市圭二       | 竹崎大晃                         |
| 第47回 | 2000年07月05日 | ファストフレンド   | 牝6            | JRA            | 2:15.1         | 蛯名正義       | 高市圭二       | 竹崎大晃                         |
| 第48回 | 2001年07月05日 | オンワードセイント | 牝5            | JRA            | 2:15.1         | 勝浦正樹       | 阿部新生       | （株）オンワード牧場             |
| 第49回 | 2003年02月26日 | ジーナフォンテン   | 牝5            | 船橋           | 2:16.3         | 内田博幸       | 山浦武         | 吉橋計                           |
| 第50回 | 2004年02月26日 | レマーズガール     | 牝4            | JRA            | 2:16.7         | 武豊           | 湯浅三郎       | 平井豊光                         |
| 第51回 | 2005年02月09日 | プルザトリガー     | 牝6            | 船橋           | 2:15.2         | 内田博幸       | 山浦武         | 高橋照比古                       |
| 第52回 | 2006年02月22日 | ローレルアンジュ   | 牝7            | 船橋           | 2:15.0         | 的場文男       | 新井清重       | 村上勝治                         |
| 第53回 | 2007年02月28日 | トーセンジョウオー | 牝6            | 船橋           | 2:16.4         | 内田博幸       | 川島正行       | 島川隆哉                         |
| 第54回 | 2008年02月27日 | サヨウナラ         | 牝7            | JRA            | 2:14.7         | 岩田康誠       | 谷潔           | 小田切有一                       |
| 第55回 | 2009年02月25日 | ニシノナースコール | 牝7            | JRA            | 2:15.3         | 吉田豊         | 尾形充弘       | 西山茂行                         |
| 第56回 | 2010年02月24日 | ブラボーデイジー   | 牝5            | JRA            | 2:14.5         | 武豊           | 音無秀孝       | 松岡隆雄                         |
| 第57回 | 2011年03月02日 | ラヴェリータ       | 牝5            | JRA            | 2:15.3         | 武豊           | 松元茂樹       | 前田幸治                         |
| 第58回 | 2012年02月29日 | 降雪のため中止     | 降雪のため中止 | 降雪のため中止 | 降雪のため中止 | 降雪のため中止 | 降雪のため中止 | 降雪のため中止                   |
| 第59回 | 2013年02月27日 | ミラクルレジェンド | 牝6            | JRA            | 2:15.9         | 岩田康誠       | 藤原英昭       | 吉田照哉                         |
| 第60回 | 2014年03月05日 | ワイルドフラッパー | 牝5            | JRA            | 2:12.1         | C.デムーロ     | 松田国英       | 吉田照哉                         |
| 第61回 | 2015年03月04日 | アムールブリエ     | 牝4            | JRA            | 2:17.1         | 浜中俊         | 松永幹夫       | 前田幸治                         |
| 第62回 | 2016年03月02日 | アムールブリエ     | 牝5            | JRA            | 2:18.1         | 武豊           | 松永幹夫       | 前田幸治                         |
| 第63回 | 2017年03月01日 | ワンミリオンス     | 牝4            | JRA            | 2:17.0         | 戸崎圭太       | 小崎憲         | （有）サンデーレーシング         |
| 第64回 | 2018年02月28日 | アンジュデジール   | 牝4            | JRA            | 2:16.3         | 横山典弘       | 昆貢           | 安原浩司                         |
| 第65回 | 2019年02月27日 | プリンシアコメータ | 牝6            | JRA            | 2:15.3         | 岩田康誠       | 矢野英一       | 芳川貴行                         |
| 第66回 | 2020年03月05日 | アンデスクイーン   | 牝6            | JRA            | 2:16.9         | C.ルメール     | 西園正都       | （株）グリーンファーム           |
| 第67回 | 2021年03月04日 | マルシュロレーヌ   | 牝5            | JRA            | 2:14.1         | 川田将雅       | 矢作芳人       | （有）キャロットファーム         |
| 第68回 | 2022年03月02日 | ショウナンナデシコ | 牝5            | JRA            | 2:15.7         | 吉田隼人       | 須貝尚介       | 国本哲秀                         |
| 第69回 | 2023年03月01日 | グランブリッジ     | 牝4            | JRA            | 2:18.7         | 川田将雅       | 新谷功一       | サイプレスホールディングス（同） |
| 第70回 | 2024年05月08日 | オーサムリザルト   | 牝4            | JRA            | 2:14.5         | 武豊           | 池江泰寿       | （株）インゼルレーシング         |
| 第71回 | 2025年05月14日 | テンカジョウ       | 牝4            | JRA            | 2:15.2         | 松山弘平       | 岡田稲男       | 河内孝夫                         |

### 各回結果の出典
- 南関東4競馬公式「エンプレス杯競走優勝馬 」　https://www.nankankeiba.com/win_uma/48.do